# Saint-Pierre-d’Aubézies
Saint-Pierre-d’Aubézies (gaskognisch: Sent Pèr d’Auvesías) ist eine französische Gemeinde mit 59 Einwohnern (Stand 1. Januar 2022) im Département Gers in der Region Okzitanien; sie gehört zum Arrondissement Auch und zum Gemeindeverband Artagnan de Fezensac.

## Geografie
Saint-Pierre-d’Aubézies liegt rund 34 Kilometer (Luftlinie) westlich der Stadt Auch im Westen des Départements Gers. Der Ort gehört zum Weinbaugebiet Côtes de Saint-Mont und zum Weinbrandgebiet Armagnac. Zahlreiche Gewässer entspringen im oder durchqueren das Gemeindegebiet. Am bedeutendsten ist der Fluss Petit Midour. Auf dem Gemeindegebiet liegen zudem mehrere kleine Stausees. Eine Talsperre staut den Lac Saint-Jean auf, an dem die Gemeinde einen kleinen Anteil hat. Die Gemeinde liegt fernab von regionalen Verkehrsverbindungen. Die nächstgelegene Bushaltestelle ist Castelnau-Rivière-Basse an der Linie 940 (Tarbes – Mont-de-Marsan).
Umgeben wird Saint-Pierre-d’Aubézies von den Nachbargemeinden Castelnavet im Nordwesten und Norden, Lupiac im Nordosten, Peyrusse-Vieille im Südosten und Süden  sowie Couloumé-Mondebat im Südwesten.

## Geschichte
Die Gemeinde lag in der Gascogne und gehörte dort zur Region Bas-Armagnac. Von 1793 bis 1801 gehörte Saint-Pierre-d’Aubézies zum Distrikt Nogaro und von 1793 bis 2015 zum Wahlkreis (Kanton) Aignan. Um 1806 wurde Les Arroutis-et-Boulouch und um 1821 Montegut(-Guzoux) eingemeindet.

## Bevölkerungsentwicklung
| Jahr                       | 1962 | 1968 | 1975 | 1982 | 1990 | 1999 | 2006 | 2012 | 2020 |
| Einwohner                  | 123  | 108  | 105  | 93   | 85   | 74   | 76   | 75   | 60   |
| Quellen: Cassini und INSEE |      |      |      |      |      |      |      |      |      |

## Sehenswürdigkeiten
- Kirche Saint-Pierre aus dem Jahr 1602
- Kapelle Mariä Himmelfahrt (auch Kirche von Montégut genannt) aus dem 18. Jahrhundert
- zwei Wegkreuze

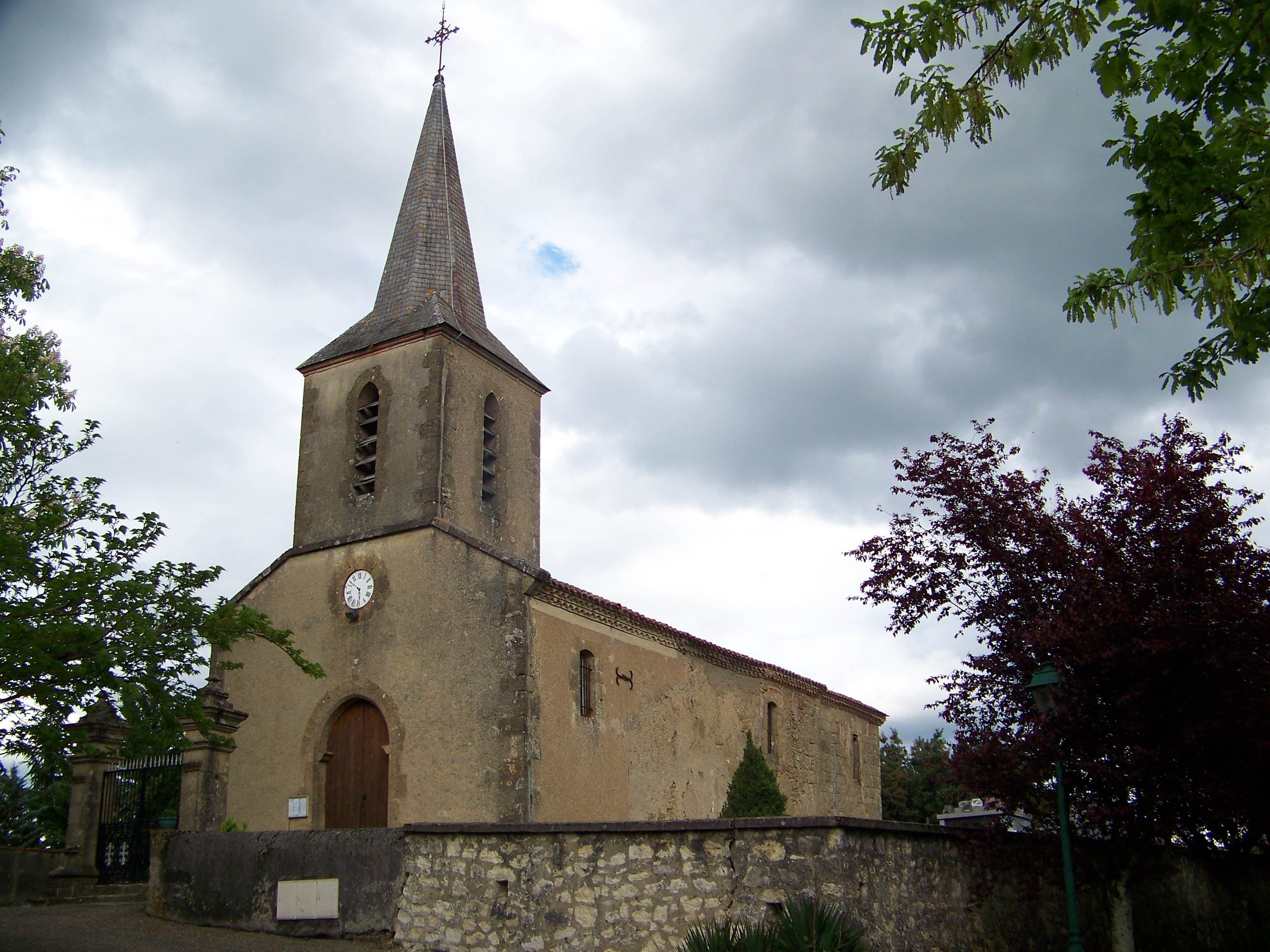
Kirche Saint-Pierre
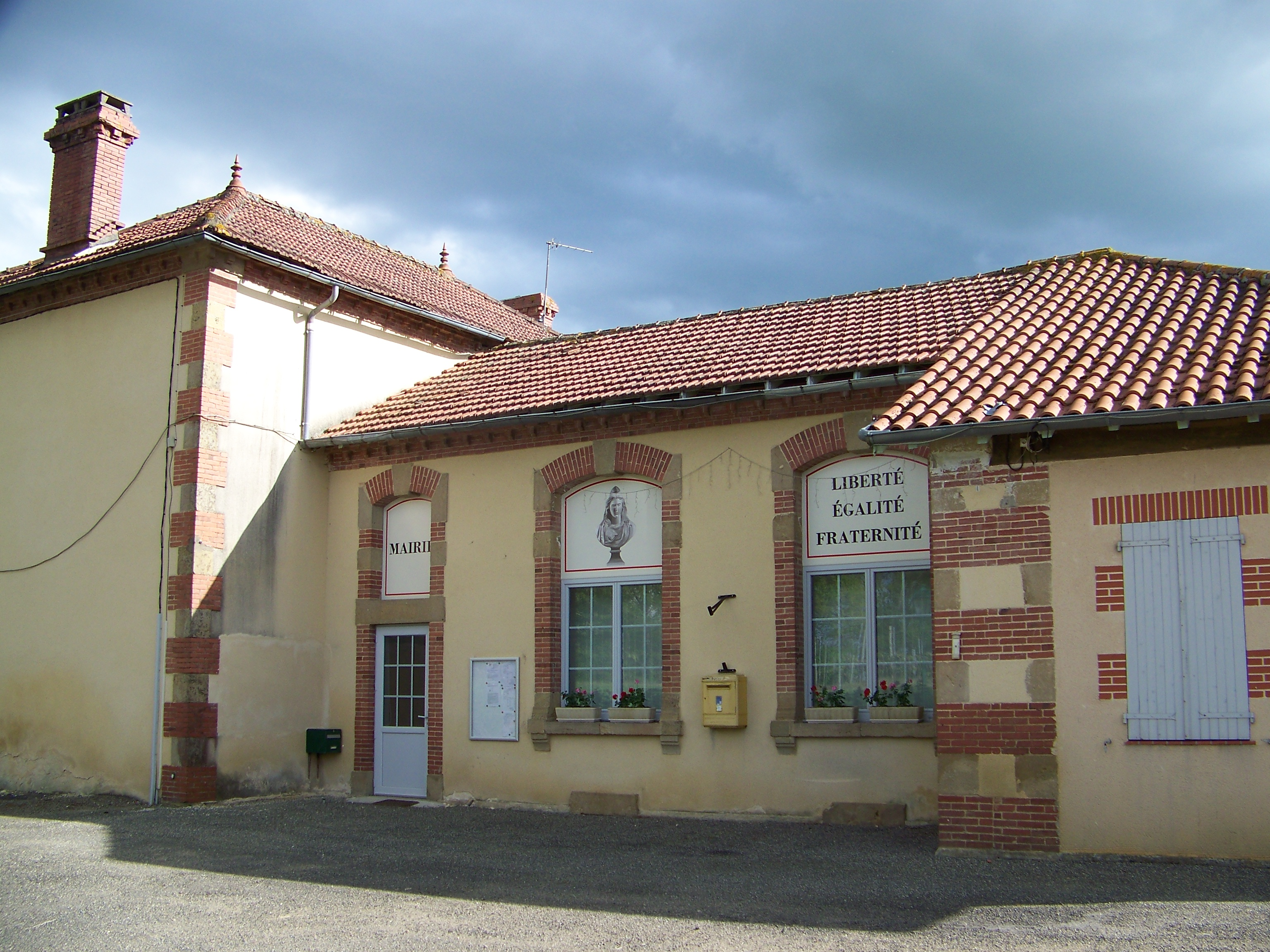
Mairie (Rathaus) von Saint-Pierre-d’Aubézies
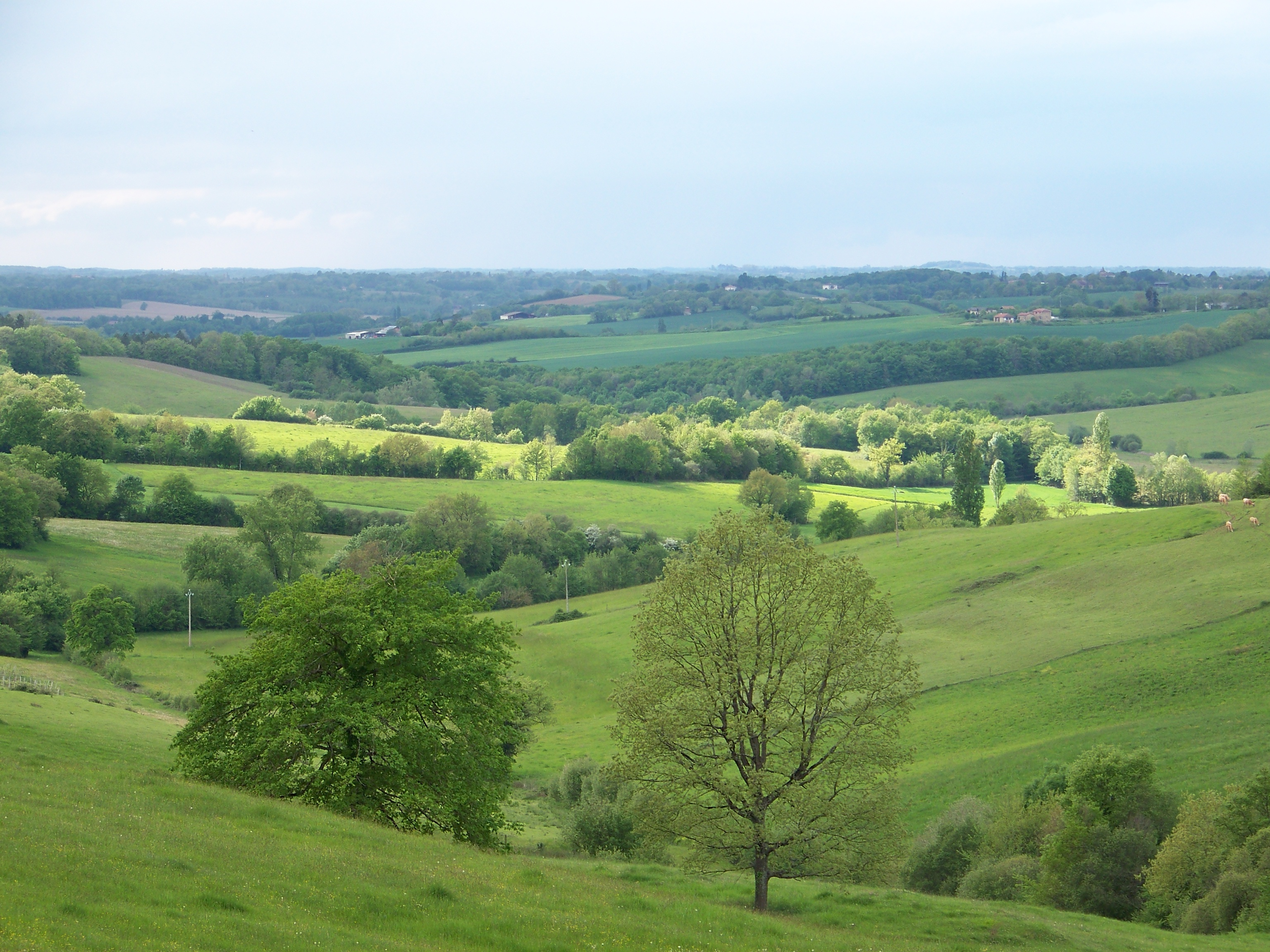
Landschaft bei Saint-Pierre-d’Aubézies